# Gertrudis G. Sánchez
Gertrudis García Sánchez fue un militar mexicano que participó en la Revolución mexicana.

## Maderismo
Nació en Saltillo, Coahuila el 12 de octubre de 1883; fue hijo de Tomás García y de Francisca Sánchez. Realizó sus primeros estudios en Saltillo y más tarde radicó en la Hacienda de Agua Nueva, donde se dedicó a la agricultura. En marzo de 1911 se incorporó al movimiento maderista, combatiendo en la zona del sureste del estado de Coahuila junto con Andrés Vela, Luis Gutiérrez Ortiz, Andrés Saucedo y Eulalio Gutiérrez. Ante él causó alta el 18 de marzo de 1911 el que llegaría a ser el general Matías Ramos y luego se unió a la partida del coronel Ildefonso Pérez, con el que luchó en Zacatecas; en mayo regresó a Coahuila con las fuerzas de Rafael Cepeda, entrando triunfante en la ciudad de Saltillo el 29 del mismo mes. En junio de 1911 fue nombrado comandante del 28.º Cuerpo Rural, con el grado de coronel, formando parte de la guarnición militar de la plaza de Saltillo. En 1912 fue comisionado en el estado de Morelos para combatir a los zapatistas y más tarde pasó al estado de Guerrero para combatir al zapatista Jesús H. Salgado.

## Constitucionalismo
En 1913, tras el asesinato de Francisco I. Madero, se adhirió al movimiento constitucionalista del gobernador de Coahuila, Venustiano Carranza, y se levantó en armas en Coyuca de Catalán, Guerrero. El 31 de marzo de 1913 pasó a Huetamo, Michoacán, donde se unió a José Rentería Luviano con quién emprendió la campaña antihuertista en Michoacán; juntos atacaron Tacámbaro, la que tomaron luego de un reñido combate, siendo herido el propio Gertrudis. Hacia el mes de junio de 1913, Gertrudis G. Sánchez se autonombró general de división, comandante de la División del Sur constitucionalista, estableciendo su cuartel en Tacámbaro. Después de la larga y difícil campaña michoacana y guerrerense, logró ocupar Morelia el 31 de julio de 1914; de acuerdo al Plan de Guadalupe, quedó como gobernador y comandante militar de la entidad. En agosto, Venustiano Carranza ratificó sus cargos, sin embargo, sólo hasta el de general de brigada.
Al producirse la escisión entre Francisco Villa y Venustiano Carranza, Gertrudis G. Sánchez mostró inclinación hacia la Convención, a la que envió a Sabás Valladares, pero al final de cuentas se mantuvo con Carranza. El 25 de marzo de 1915 combatió a las fuerzas villistas a los alrededores de Tacámbaro, resultando herido de una pierna, cuando era llevado a Huetamo, fue capturado y fusilado el 29 de marzo por órdenes del general Alejo Mastache.
En el libro Crónicas de Tierra Caliente de 2014, el Ing. Alfredo Mundo Fernández, Cronista de la Tierra Caliente Guerrerense, agrega más datos sobre la estancia del general Gertrudis G. Sánchez en esa región. Dice que en mayo de 1912 Sánchez establece su Cuartel General en Coyuca de Catalán, cabecera del Distrito de Mina, y entre sus oficiales estaban Joaquín Amaro, Francisco de la Hoya, Juan Espinosa y Córdoba, Juan Durán y el 28.º Cuerpo Rural, siendo también Jefe del 41.º Cuerpo Rural que estaba en Huetamo al mando de José Rentería Luviano. Continúa narrando que el 22 de febrero de 1913 Huerta asesina al presidente Madero, por lo que el general Sánchez da el Grito de Revolución en Coyuca, se va a Zirándaro y de ahí a Huetamo donde con Rentería Luviano firma una acta de desconocimiento a Victoriano Huerta, quien envía al general Antonio G. Olea a atacarlos y lo hace el 7 de octubre de 1913. Olea deja una guarnición en Huetamo al mando de Ezequiel Peña. Los jefes revolucionarios de la zona quieren reemplazar al general Sánchez, pero éste se molesta tanto estando en Huetamo que deciden no hacerlo. Es entonces cuando Venustiano Carranza lanza el Plan de Guadalupe en contra de Victoriano Huerta, y desde luego lo apoyan Gertrudis G. Sánchez, Rentería Luviano y Joaquín Amaro. Gertrudis G. Sánchez ataca y toma a Tacámbaro pero es herido en la pierna por uno de los cañoncitos, por lo que camina dificultosamente, y estando así en abril de 1915 desconoce al presidente Eulalio Gutiérrez. José Rentería Luviano muy hábilmente decide en esta ocasión no apoyar a su jefe Sánchez y no firma el acta por lo que sigue contando con el favor de Gutiérrez. Finaliza la citada obra Crónicas de Tierra Caliente diciendo que el general Sánchez convalecía en Zirándaro en abril de 1915, cuando le avisa Rentería Luviano desde Huetamo que se dirige hacia allá el temible Alejo Mastache para aprehenderlo por orden del gobierno federal. Sánchez sale precipitadamente rumbo a Guayameo, pero en el Puerto de los Ecuaros lo alcanza la columna y se lo lleva a Huetamo. Aquí Mastache lo traslada en camilla al atrio de la iglesia y lo iba a fusilar, pero el ingeniero Alcaraz le suplica que no lo haga debido a una y otra cosa, en realidad haciendo tiempo para que llegue Rentería Luviano a quien le había avisado, hasta allá donde "jugaba a jinetear toros". Mastache no quiso esperar más y ordena que se fusile a Gertrudis G. Sánchez en su propia camilla a las tres de la tarde, justo en el momento en que Rentería Luviano, su "amigo", entraba a todo galope al pueblo. Muchos se preguntan si no pudo... o no quiso salvarlo.